# Aeropuerto de Ulaangom
El aeropuerto de Ulaangom (IATA: ULO, ICAO: ZMUG) es el aeropuerto público de la pequeña ciudad de Ulan Gom (unos 30.000 habitantes), en la provincia de Uvs, en el oeste de Mongolia.

Está situado al noroeste de la misma.
Desde 2009 cuenta con pista pavimentada.
| Aerolíneas    | Destinos                            |
| ------------- | ----------------------------------- |
| Aero Mongolia | Aeropuerto Internacional Gengis Kan |
| Hunnu Air     | Aeropuerto Internacional Gengis Kan |